# David Jewitt

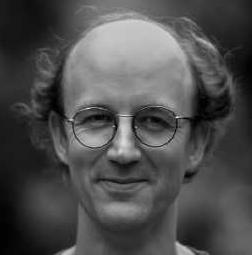
David Jewitt

David Jewitt (Engeland, 1958) is een Engelse astronoom die samen met Ed Danielson Adastrea op 8 juli 1979 ontdekte, een maan van Jupiter. Dat gebeurde door de beelden van de ruimtesonde Voyager 1 te bestuderen, die op weg was naar Jupiter en Saturnus.
Hij werkt in de Institute for Astronomy aan de universiteit van Hawaï. 
Jewitt heeft een eigen website waarop titels van zijn gepubliceerde werken terug te vinden zijn.